# Estadio Agustín Coruco Díaz
Das Estadio Agustín Coruco Díaz ist ein Fußballstadion in der mexikanischen Stadt Zacatepec de Hidalgo im Bundesstaat Morelos. Es ist die Heimspielstätte des Fußballvereins CD Zacatepec (Spitzname: Los Cañeros). Es wurde von 2013 bis 2014 umgebaut und verfügt nach der Fertigstellung über eine Kapazität für 24.443 Besucher. Der Grund für diese Maßnahme war das Ziel der lokalen Behörden, die Mannschaft der Cañeros in eine der beiden Profiligen zu bringen. Zur Wiedereröffnung fand am 27. August die Partie der Gruppe 3 des Pokalwettbewerbs Copa MX Apertura 2014 zwischen dem CD Zacatepec und Deportivo Guadalajara (0:2) statt.

## Geschichte
Die Anlage wurde Ende der 1940er Jahre errichtet und zunächst unter dem Namen Parque del Ingenio eröffnet. Somit gehört es zu den ältesten noch existierenden Fußballstadien in Mexiko. Seine Errichtung war notwendig, um der Fußballmannschaft der Cañeros de Zacatepec einen Startplatz in der Segunda División zu ermöglichen, die bereits 1947 geplant wurde und ihren Spielbetrieb 1950 aufnahm. 
Der CD Zacatepec ging in diesem Stadion als erster Zweitligameister Mexikos in die Geschichte ein und schaffte damit auf Anhieb den Aufstieg in die höchste Spielklasse. Dieser gehörten die Cañeros in den nächsten elf Jahren bis zum erstmaligen Abstieg aus dem Oberhaus 1962 nicht nur elf Jahre in Folge an, sondern feierten in diesem Zeitraum auch die größten Erfolge ihrer Vereinsgeschichte, als sie in der zweiten Hälfte der 1950er Jahre je zweimal Meister und Pokalsieger wurden. Eine der Stützen der damaligen Erfolgsmannschaft war der Stürmer Agustín „Coruco“ Díaz, der in den frühen 1960er Jahren im Alter von nur 26 Jahren starb. Ihm zu Ehren erhielt das Stadion 1964 seinen heutigen Namen.